# Enterprise (komputer)
Enterprise – komputer domowy oparty na procesorze Zilog Z80, oferowany od 1985 roku w dwóch wariantach: Enterprise 64 z 64 KB pamięci RAM i Enterprise 128 ze 128 KB.

## Hardware

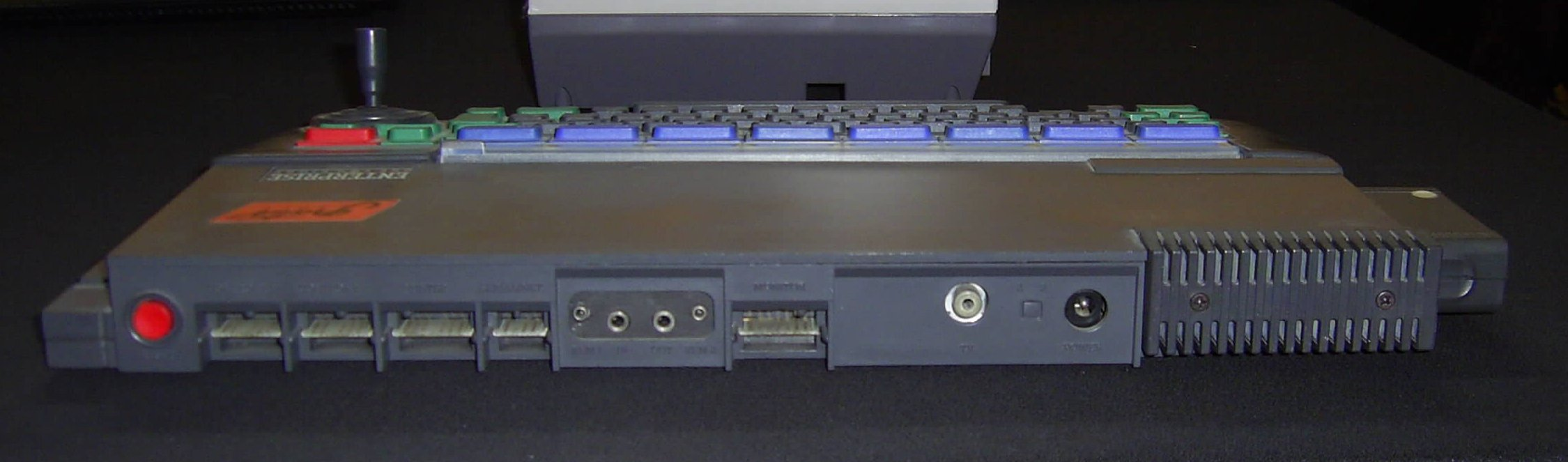
Enterprise 128 widziany z tyłu

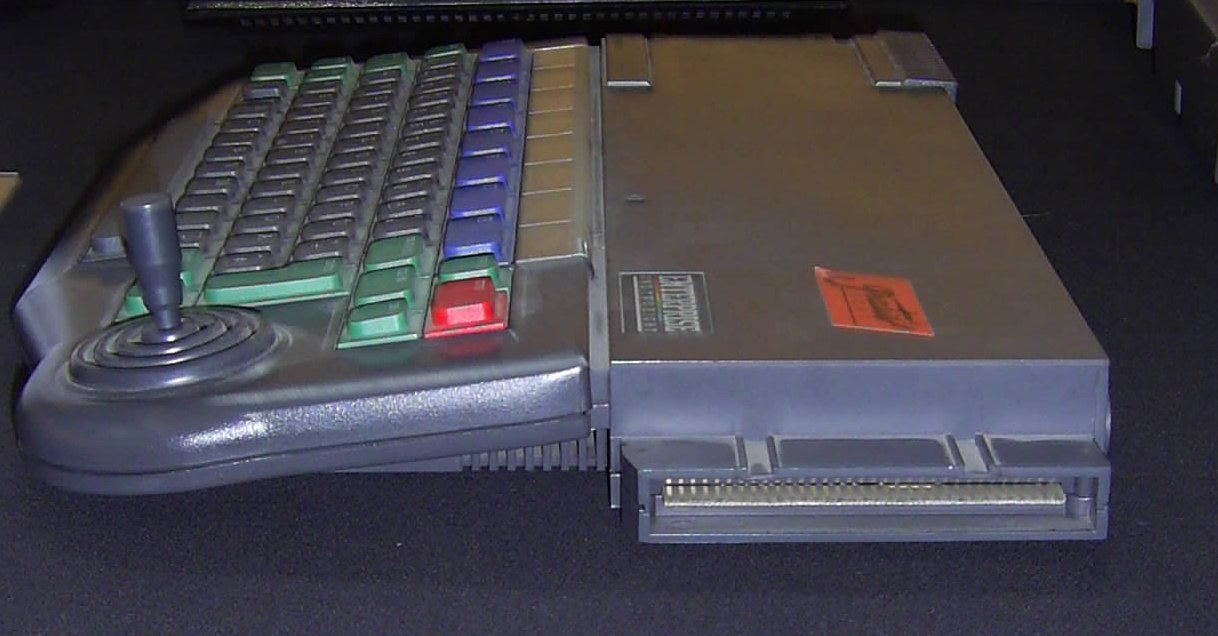
Enterprise 128 widziany z boku

### Procesor, pamięć i chip ASIC
Komputer posiada procesor Z80 taktowany zegarem 4 MHz, 64 KB lub 128 KB RAM i 32 KB ROM zawierający system operacyjny EXOS i edytor tekstu. BASIC był oferowany w module ROM 16 KB.
Pamięć można było rozszerzyć do 4 MB używając przełączalnych banków. 64 KB przestrzeń adresową procesora Z80 podzielono na cztery (z 256 maksymalnie dostępnych) sekcje po 16 KB. ROM systemu odwzorowano na najniższych dwóch stronach, kolejne cztery strony zarezerwowano na cartridge ROM (max 64 KB).
Dwa układy ASIC (ULA) pracowały poza głównym procesorem. Nazwano je "Nick" i "Dave", od imion projektantów (Nick Toop, pracował wcześniej w Acorn Atom, i Dave Woodfield). Nick obsługiwał grafikę, Dave dźwięk i stronicowanie pamięci.

### Klawiatura i obudowa
Oryginalna obudowa zawierała pełnowymiarową klawiaturę z programowalnymi klawiszami funkcyjnymi oraz joystick. Klawiatura jest niskoprofilowa i ergonomiczna, ze standardowym układem klawiszy. Zbudowana jest z gumowej membrany, na której umieszczone są klawisze. Joystick zastępował klawisze kursora i umożliwiał jego przemieszczanie nawet po ukosie.

### Grafika
Enterprise posiada 5 trybów graficznych: 40- i 80-kolumnowe tryby tekstowe, graficzne Lo-Res i Hi-Res (grafika rastrowa) oraz grafiki "atrybutowej". Obraz może być wyświetlany z przeplotem lub bez. Najwyższa rozdzielczość: 640×512 pikseli z przeplotem lub 640×256 bez przeplotu, lecz w tych trybach można używać tylko 2 kolorów, maksymalnie 256 kolorów można uzyskać przy rozdzielczości nie większej niż 80×256. Tryb grafiki "atrybutowej" daje rozdzielczość 320×256 pikseli przy jednoczesnym użyciu 16 kolorów z palety 256.
Komputer umożliwia wyświetlanie wielu stron jednocześnie, nawet w różnych trybach graficznych, co dawało zwiększenie ilości kolorów wyświetlanych na ekranie. Wysokość strony może być większa niż ekran lub wyświetlane okno. Każda strona jest podłączona z kanałem systemu operacyjnego EXOS, dzięki czemu możliwe jest tworzenie obrazu w obszarach nie wyświetlanych na ekranie.

### Dźwięk
Dźwięk jest obsługiwany przez drugi układ ASIC – Dave. Dostępne są 3 kanały plus kanał szumów, stereo. Dźwięk z każdego kanału może być swobodnie umieszczany w bazie stereo (lewo-prawo). Dostępne są filtry: distortion, górno-, dolnoprzepustowy oraz modulacji pierścieniowej (ring modulation) i rozbudowany generator obwiedni dźwięku.

### Interfejsy
Bogaty zestaw złącz: wyjście RGB, port szeregowy RS-232/RS-423, równoległy (drukarkowy) Centronics, 2 porty joysticków, 2 do magnetofonu, slot ROM cartridge i port rozszerzeń. Jednak, w ramach oszczędności, wiele portów nie posiada typowych gniazd, a jedynie proste złącza krawędziowe płytki drukowanej.
BASIC ROM mógł być zastąpiony przez ROM z emulatorem ZX Spectrum, co, teoretycznie, umożliwiało uruchamianie tysięcy programów stworzonych na niego. Później była oferowana zewnętrzna stacja dyskietek.

## Software

### System ROM
System operacyjny EXOS (Enterprise Expandable Operating System) zawarty w ROM jest oparty na kanałach obsługujących wszystkie urządzenia wejścia-wyjścia, co umożliwia programom obsługiwanie każdego urządzenia w ten sam sposób.
W pamięci ROM zawarty jest również pełnoekranowy edytor tekstu.

### IS-Basic
Wyjątkowo, jak na komputer 8-bitowy swych czasów, Enterprise nie posiada wbudowanego języka BASIC, jest on dostępny na 16K cartridge'u ROM.
IS-Basic w dużym stopniu przestrzega standardu ANSI BASIC. Jest to w pełni strukturalny język programowania zawierający instrukcje take jak: IF...THEN...ELSE, SELECT...CASE, DO...LOOP, WHILE i UNTIL, procedury i funkcje z parametrami i zmiennymi lokalnymi, obsługę błędów i wyjątków.
Unikalną właściwością IS-Basic jest możliwość umieszczania w pamięci wielu programów jednocześnie i przekazywania parametrów między nimi.
Grafika, dźwięk i porty I/O mogą być obsługiwane bezpośrednio w BASIC'a bez konieczności używania instrukcji POKE i PEEK. IS-Basic posiada bogaty zestaw instrukcji graficznych, łącznie z grafiką żółwia w stylu Logo. Komendy dźwiękowe mogą być umieszczane w kolejce, co umożliwiało odtwarzanie dźwięku w tle wykonywanego programu.

### Inne programy
Dostępne były inne języki (Forth, Lisp, Pascal, Assembler), konwerter Basic-to-Basic przenoszący programy zapisane w innych odmianach Basic'a, ok. 40 gier. IS-DOS – system kompatybilny z CP/M dawał dostęp do ogromnej ilości programów.

## Historia

### Powstanie
W 1982, gdy na rynku angielskim pojawił się Sinclair ZX Spectrum, przedsiębiorstwo handlowe z Hongkongu – Locumals zleciło Intelligent Software z Wielkiej Brytanii zaprojektowanie komputera domowego przewyższającego swymi możliwościami konkurencję, projektowi nadano kryptonim DPC (damp-proof course). Szef Intelligent Software - David Levy był międzynarodowym graczem w szachy.
Maszyna była znana także pod nazwami Samurai, Oscar, Elan i Flan, ostatecznie wybrano nazwę Enterprise.
Stworzono emulator AMSOFT Amstrada – Entersoft w celu zapewnienia oprogramowania dla nowej konstrukcji.
Choć komputer został zaprezentowany w prasie we wrześniu 1983 roku, do sprzedaży trafił dopiero w roku 1985, gdy rynek był już zdominowany przez konkurencję.
Jego następca – PW360 powstał w 1986 roku jako bezpośredni konkurent Amstrada PCW 8256, ale w tym czasie przedsiębiorstwo znajdowało się już w poważnych kłopotach finansowych i dystrybucja została wstrzymana.

### Komercyjne fiasko
Mimo sporych możliwości nie odniósł sukcesu. Pod względem technicznym ustępował pojawiającym się wówczas na rynku 16-bitowym komputerom Atari ST i Amiga, a od innych 8-bitowców był droższy.
Po wstępnym wyprodukowaniu 80 000 jednostek, dalsza produkcja została wstrzymana, 20 000 sztuk zostało wysłanych na Węgry, gdzie stał się popularny.
Węgierska firma Videoton od 1984 r. posiadała na niego licencję i dostosowała do lokalnych potrzeb, od 1988 r. był produkowany pod nazwą TV Computer przez ok. 3 lata.
W Niemczech był sprzedawany od roku 1985 pod nazwą Mephisto PHC 64 przez firmę Hegener & Glaser, która wcześniej z powodzeniem sprzedawała komputery szachowe. W maju 1985 r. jego cena wynosiła 1198 DM.

## Dane techniczne
- Procesor: Zilog Z80A, 4 MHz
- Pamięć: 48 KB ROM (z systemem "Exos"), 64 lub 128 KByte RAM, rozszerzalna do 4 MB; zgodny z CP/M
- Rozdzielczość grafiki: do 672×256 (z przeplotem 672×512), tekst: do 84×28 (z przeplotem 84×56), 256 kolorów, 16 trybów graficznych; video chip "Nick"
- Dźwięk: 8 oktaw, 4 kanały, stereo; audio chip "Dave"
- Złącza: Centronics, serial RS-232/RS-423, 2 joysticki, 2 magnetofony, cartridge, 64-ścieżkowy port rozszerzeń
- Wymiary: 394 x 265 x 35 mm
- Klawiatura (Mephisto PHC 64): DIN z 69 klawiszami, osiem programowalnych klawiszy funkcyjnych, wbudowany joystick

## Emulatory Enterprise na PC
- EP128Emu dla Windowsa i Linuksa
- EP32 dla Windowsa